# Рэйкрофт, Эндрю
Эндрю Рэйкрофт (англ. Andrew Raycroft; род. 4 мая 1980, Белвилл, Канада) — канадский хоккеист, вратарь. В настоящее время тренер вратарей команды из университета штата Коннектикут.

## Карьера

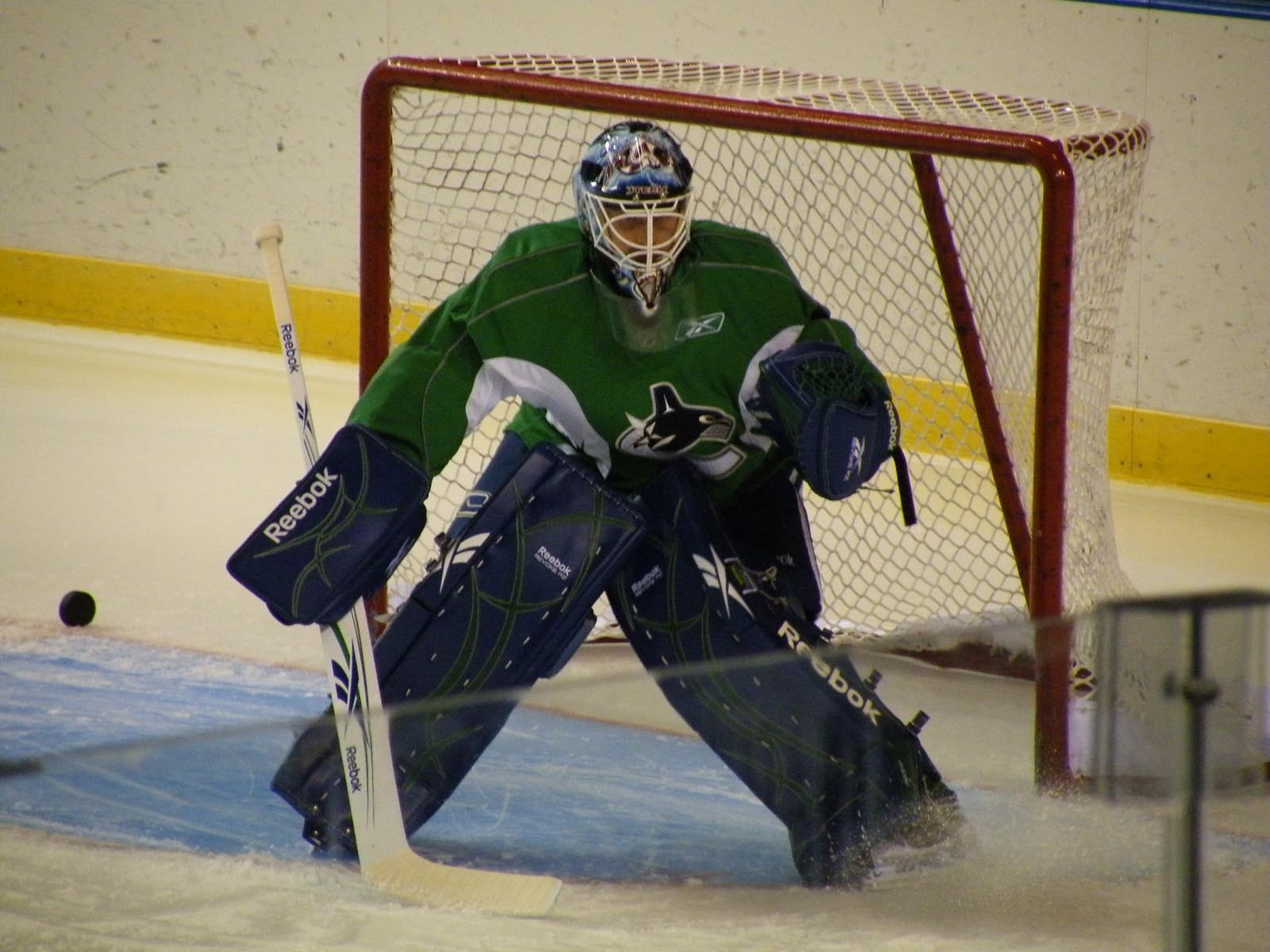
Рэйкрофт во время тренировки с «Ванкувером» в 2009 году

На драфте НХЛ 1998 года был выбран в 5-м раунде под общим 135-м номером командой «Бостон Брюинз». В сезоне 2003/04, выступая за «Бостон Брюинз», был признан лучшим новичком НХЛ.
Во время локаута в НХЛ Эндрю Рэйкрофт выступал в Финляндии за клуб «Таппара» из города Тампере.
24 июня 2006 года «Торонто Мейпл Лифс» выменяли Рэйкрофта у «Бостона», отдав права на вратаря Туукку Раска. В сезоне 2007/08 Рэйкрофт потерял место основного вратаря, проиграв конкуренцию Весе Тоскале. Он провёл 19 матчей, в которых одержал две победы. По окончании сезона, 24 июня, был выставлен на драфт отказов. 27 июня «Торонто» выкупил последний год контракта Рэйкрофта.
1 июля 2008 года Рэйкрофт подписал контракт на один год с «Колорадо Эвеланш».
6 июля 2009 года Рэйкрофт перешёл в «Ванкувер Кэнакс».
1 июля 2010 года Рэйкрофт подписал двухгодовой контракт с «Даллас Старз»: первый год контракта — двусторонний с зарплатой на уровне НХЛ 700 тысяч долларов, второй год — односторонний с зарплатой 600 тысяч долларов. В сезоне 2011/12 провёл в НХЛ 10 матчей.
3 июля 2012 года подписал контракт на один год с итальянским клубом «Милано Россоблу».
15 июля 2013 года Рэйкрофт перешёл в клуб «Бьёрклёвен» из города Умео. По итогам сезона «Бьёрклёвен» не смог выйти в Шведскую хоккейную лигу и Рэйкрофт 9 апреля 2014 года объявил о завершении карьеры.

## Достижения
- Колдер Трофи, 2004 («Бостон Брюинз»)
- Участник матча молодых звёзд НХЛ (2004)
- Лучший вратарь года CHL (1999/2000).
- Лучший вратарь года OHL (1999/2000).

## Статистика
```
                                            
Season   Team                        Lge    GP   Min   GA  EN SO   GAA   W   L   T   Svs    Pct
-----------------------------------------------------------------------------------------------
1996-97  Wellington Dukes            MTJHL  27  1402   92   0  0  3.94   0   0   0     0      0
1997-98  Sudbury Wolves              OHL    33  1802  125   5  0  4.16   8  16   5  1010  0.890
1998-99  Sudbury Wolves              OHL    45  2528  173   3  1  4.11  17  22   5  1675  0.897
1999-00  Kingston Frontenacs         OHL    61  3340  191   5  0  3.43  33  20   5  2322  0.918
2000-01  Providence Bruins           AHL    26  1459   82   2  1  3.37   8  14   4   753  0.891
2000-01  Boston Bruins               NHL    15   649   32   3  0  2.96   4   6   0   291  0.890
2001-02  Boston Bruins               NHL     1    65    3   0  0  2.77   0   0   1    29  0.897
2001-02  Providence Bruins           AHL    56  3317  142   8  4  2.57  25  24   6  1688  0.916
2002-03  Providence Bruins           AHL    39  2255   94   2  1  2.50  23  10   3  1134  0.917
2002-03  Boston Bruins               NHL     5   300   12   0  0  2.40   2   3   0   146  0.918
2003-04  Boston Bruins               NHL    57  3420  117   4  3  2.05  29  18   9  1586  0.926
2004-05  Tappara Tampere             FNL    11   657   32   0  1  2.92   4   5   2   330  0.912
2005-06  Providence Bruins           AHL     1    64    3   0  0  2.80   1   0   0    23  0.870
2005-06  Boston Bruins               NHL    30  1619  100   3  0  3.71   8  19   2   824  0.879
2006-07  Toronto Maple Leafs         NHL    72  4108  205   8  2  2.99  37  25   9  1931  0.894
2007-08  Toronto Maple Leafs         NHL    19   965   63   1  1  3.92   2   9   5   509  0.876
2008-09  Colorado Avalanche          NHL    31  1722   90   4  0  3.14  12  16   0   836  0.892
2009-10  Vancouver Canucks           NHL    21   967   39   3  1  2.42   9   5   1   438  0.911
2010-11  Dallas Stars                NHL    19   847   40   2  2  2.83   8   5   0   446  0.910

Lge — лига, в которой выступал игрок.
GP — сыгранные матчи.
Min — минуты, проведённые на поле.
GA — пропущенные шайбы.
EN — голы, забитые в пустые ворота.
SO — матчи на «ноль» (без пропущенных шайб).
GAA — среднее число пропускаемых за матч шайб.
W, L, T — количество побед, поражений и ничьх, одержанных командой с этим вратарём.
Svs — отражённые броски («сэйвы»).
Pct — процент отражённых бросков.

```